# Festival international du film de Toronto 1997
Le Festival international du film de Toronto 1997, 22e édition du festival, s'est déroulé du 4 au 13 septembre 1997.

## Prix
| Prix                                       | Film                        | Réalisateur          |
| ------------------------------------------ | --------------------------- | -------------------- |
| People's Choice Award                      | The Hanging Garden          | Thom Fitzgerald (en) |
| Metro Media Award                          | Boogie Nights               | Paul Thomas Anderson |
| Metro Media Award                          | L.A. Confidential           | Curtis Hanson        |
| Best Canadian Feature Film                 | The Hanging Garden          | Thom Fitzgerald (en) |
| Best Canadian Feature Film                 | De beaux lendemains         | Atom Egoyan          |
| Best Canadian First Feature Film           | Cube                        | Vincenzo Natali      |
| Best Canadian Short Film                   | Cotton Candy (en)           | Roshell Bissett (en) |
| Best Canadian Short Film - Special Mention | BP (Pushing the Boundaries) | Brian Nash           |
| FIPRESCI International Critics' Award      | Under the Skin              | Carine Adler (en)    |

## Programmes

### Galas
- Artemisia d'Agnès Merlet
- Contrat sur un terroriste (The Assignment) de Christian Duguay
- Bienvenue à Gattaca (Gattaca) de Andrew Niccol
- Chinese Box de Wayne Wang
- À couteaux tirés (The Edge) de Lee Tamahori
- Le Secret du bayou de Kasi Lemmons
- In and Out de Frank Oz
- L.A. Confidential de Curtis Hanson
- Marquise de Véra Belmont
- Men with Guns de John Sayles
- Mrs Dalloway de Marleen Gorris
- Le Mystère des fées : Une histoire vraie (FairyTale: A True Story) de Charles Sturridge
- Regeneration (en) de Gillies MacKinnon
- Sept ans au Tibet (Seven Years in Tibet) de Jean-Jacques Annaud
- De beaux lendemains (The Sweet Hereafter) d'Atom Egoyan
- Au cœur de la tourmente (Swept from the Sea) de Beeban Kidron
- Washington Square d'Agnieszka Holland
- Les Ailes de la colombe (The Wings of the Dove) d'Iain Softley

### Présentation spéciale
- L'Amour... et après (Afterglow) d'Alan Rudolph
- Le Bassin de J.W. de João César Monteiro
- The Big One de Michael Moore
- The Blackout d'Abel Ferrara
- The Blood Oranges (en) de Philip Haas
- Boogie Nights de Paul Thomas Anderson
- Face de Antonia Bird
- Fast, Cheap and Out of Control d'Errol Morris
- Hana-bi (はなび) de Takeshi Kitano
- 4 Little Girls de Spike Lee
- Henry Fool de Hal Hartley
- The House of Yes de Mark Waters
- L'Informateur (en) de Jim McBride
- Inspirations (en) de Michael Apted
- L'Alarmiste (The Alarmist) de Evan Dunsky (en)
- Loved (en) d'Erin Dignam
- Mr. Jealousy de Noah Baumbach
- My Best Girl de Sam Taylor
- Ne pas avaler (Nil by Mouth) de Gary Oldman
- Pour une nuit... (One Night Stand) de Mike Figgis
- Le Prédicateur (The Apostle) de Robert Duvall
- La Prisonnière espagnole (The Spanish Prisoner) de David Mamet
- Pronto de Jim McBride
- Suicide Kings de Peter O'Fallon
- La Leçon de tango de Sally Potter
- Two Girls and a Guy de James Toback
- Bienvenue à Sarajevo (Welcome to Sarajevo) de Michael Winterbottom
- Year of the Horse de Jim Jarmusch

### The Masters
- L'Anguille (Unagi) de Shōhei Imamura
- Le Château (Das Schloß) de Michael Haneke
- De noche vienes, Esmeralda de Jaime Humberto Hermosillo
- Funny Games de Michael Haneke
- Iruvar de Mani Ratnam
- Keep Cool (You hua hao hao shuo) de Zhang Yimou
- Mon oncle Antoine de Claude Jutra
- Moon Over Broadway (en) de Chris Hegedus et Donn Alan Pennebaker
- Mère et fils (Мать и сын) d'Alexandre Sokourov
- La Cicatrice (Blizna) de Krzysztof Kieślowski
- Voyage au début du monde (Viagem ao Princípio do Mundo) de Manoel de Oliveira

### Perspective Canada
- L'Absent (en) de Céline Baril
- Across de Cara Morton
- Anna à la lettre C de Hugo Brochu
- The Big Pickle de Gary Yates
- BP (Pushing the Boundaries) de Brian Nash
- Breakfast with Gus de Siobhan Devine
- Bury Me Happy de Brian McPhail
- City of Dark de Bruno Lazaro (en)
- La Comtesse de Bâton Rouge d'André Forcier
- Cosmos de Manon Briand, André Turpin, Marie-Julie Dallaire, Denis Villeneuve, Jennifer Alleyn et Arto Paragamian
- Cotton Candy (en) de Roshell Bissett (en)
- Le Crépuscule des nymphes de glace (Twilight of the Ice Nymphs) de Guy Maddin
- Cube de Vincenzo Natali
- Dance with Me de Cassandra Nicolaou
- Drive, She Said (en) de Mina Shum (en)
- Drowning in Dreams de Tim Southam (en)
- Erotica: A Journey Into Female Sexuality de Maya Gallus (en)
- Fresh Off the Boat de Peter Demas
- Gerrie et Louise de Sturla Gunnarsson (en)
- Grace Eternal de Neil Burns
- Guise de Wrik Mead
- Guy Maddin: Waiting for Twilight de Noam Gonick
- The Hanging Garden de Thom Fitzgerald (en)
- Hayseed de Josh Levy et Andrew Hayes
- The Hazards of Falling Glass de John Martins-Manteiga
- Incantation de Cara Morton
- Kid Nerd de Shereen Jerrett
- Kitchen Party (en) de Gary Burns (en)
- Linear Dreams de Richard Reeves
- The Mao Lounge de Chad Derrick
- Men with Guns de Kari Skogland
- Museum de Chris Walsh
- 1919 de Noam Gonick
- Permission de Daniel MacIvor (en)
- Pitch (en) de Spencer Rice (en) et Kenny Hotz (en)
- The Planet of Junior Brown (en) de Clement Virgo (en)
- Question of Reality de Barry Gibson
- Shift de Shaun Cathcart
- Shooting Indians: A Journey with Jeffrey Thomas d'Ali Kazimi (en)
- Shopping for Fangs (en) de Quentin Lee (zh) et Justin Lin
- Le Siège de l'âme d'Olivier Asselin
- The Skating Party de Marcia Connolly et Janet Hawkwood
- The Swimming Lesson de Sheri Elwood (en)
- Tu as crié: Let me go d'Anne Claire Poirier
- Two Feet, One Angel de Ramiro Puerta
- Uncut (en) de John Greyson
- La vie arrêtée de Martine Allard
- We Are Experiencing... de John Kneller
- What Goes Around de Lloyd Surdi
- White Cloud, Blue Mountain de Keith Behrman (en)
- Zie 37 Stagen de Sylvain Guy

### Contemporary World Cinema
- The Assistant de Daniel Petrie
- Bird Watching de Shinobu Yaguchi
- A ciegas (en) de Daniel Calparsoro
- Brain Holiday de Hineki Mito
- Brother d'Alekseï Balabanov
- C'est la tangente que je préfère de Charlotte Silvera
- Karakter de Mike van Diem
- Clandestins de Denis Chouinard et Nicolas Wadimoff
- Close To de David Ottenhouse
- Conceiving Ada (en) de Lynn Hershman Leeson
- Delirium de Peque Gallaga et Lore Reyes
- Des majorettes dans l'espace de David Fourier
- Djöflaeyjan (is) de Friðrik Þór Friðriksson
- Doing Time for Patsy Cline (en) de Chris Kennedy (en)
- East Palace West Palace de Zhang Yuan
- Four Days in September de Bruno Barreto
- Un ami du défunt (Priyatel pokoynika) de Vyacheslav Krishtofovich (uk) et Leonid Boyko
- Un frère de Sylvie Verheyde
- The Girl with Brains in Her Feet (en) de Roberto Bangura
- Gummo de Harmony Korine
- Hanoi-Winter 1946 de Đặng Nhật Minh
- Happy Together de Wong Kar-wai
- Heaven's Burning de Craig Lahiff (en)
- Homesick Eyes de Hsu Hsiao-ming
- I Think I Do de Brian Sloan
- Silvester Countdown d'Oskar Roehler
- Inside/Out (en) de Rob Tregenza (en)
- Insomnia d'Erik Skjoldbjærg
- The James Gang de Mike Barker
- Junk Food de Masashi Yamamoto (ja)
- Junk Mail de Pål Sletaune
- Keep the Aspidistra Flying (en) de Robert Bierman (en)
- Kiss or Kill (en) de Bill Bennett (en)
- Le Labyrinthe des rêves (	Yume no ginga) de Gakuryū Ishii
- The Leading Hand de Masahiro Muramatsu
- Long crépuscule (Hosszú alkony) d'Attila Janisch (hu)
- Amour et mort à Long Island (Love and Death on Long Island) de Richard Kwietniowski
- Ma vie en rose d'Alain Berliner
- Le Maître du jeu (The Maker) de Tim Hunter
- The Man in Her Life de Carlos Siguion-Reyna
- Marius et Jeannette de Robert Guédiguian
- Metroland de Philip Saville
- The Mirror de Jafar Panahi
- Misfortune's End de Vu Xuan Hung
- Murmur of Youth de Lin Cheng-sheng
- Back Home de Bart Freundlich
- Nettoyage à sec d'Anne Fontaine
- No Child of Mine de Peter Kosminsky
- Berlin Niagara (Obsession) de Peter Sehr
- Okke-ke Bibirobos de Takuji Suzuki
- Onibi, le démon de Rokurō Mochizuki (ja)
- Our Boy de David Evans
- The Oyster and the Wind de Walter Lima Jr.
- Cenizas del paraíso (es) de Marcelo Piñeyro
- Passage de Juraj Herz
- Port Djema d'Éric Heumann
- After Sex de Brigitte Roüan
- Private Confessions de Liv Ullmann
- Rizal sa Dapitan (en) de Tikoy Aguiluz (en)
- The Rocking Horse Winner de Michael Almereyda
- Les Sœurs Soong de Mabel Cheung
- Stolen Moments d'Oscar Barney Finn (es)
- Sue perdue dans Manhattan d'Amos Kollek
- Suzaku de Naomi Kawase
- Telling Lies in America de Guy Ferland
- Jidokhan sarang de Lee Myeong-se
- They Call Me Joy de Carlos Siguion-Reyna
- Thirteen de David D. Williams
- D'amour et de courage de H. Gordon Boos
- Touch Me Not de Dimitrios Yatzouzakis
- La Vérité si je mens ! de Thomas Gilou
- Amor vertical (en) d'Arturo Sotto
- La Vie de Jésus de Bruno Dumont
- Le Voleur de diagonale de Jean Darrigol
- We All Fall Down de Davide Ferrario
- Western de Manuel Poirier
- Les Rêveurs (Winterschläfer) de Tom Tykwer
- Les Garçons Witman (en) de János Szász
- Guo dao feng bi (en) de Ho Ping (zh)
- Wo de shen jing bing (en) de Wang Shaudi

### Découverte
- Bandits de Katja von Garnier
- Belly Up de Beto Brant
- Clockwatchers de Jill Sprecher
- First Love, Last Rites de Jesse Peretz
- Libre de culpas de Marcel Sisniega (es)
- El Impostor d'Alejandro Maci (es)
- Le Jeune Homme amoureux (En brazos de la mujer madura) de Manuel Lombardero
- La vida según Muriel (es) d'Eduardo Milewicz
- The Life of Stuff (en) de Simon Donald
- Lover Girl de Lisa Addario et Joe Syracuse
- Marie Baie des Anges de Manuel Pradal
- Martha's Garden de Peter Liechti
- Baile Perfumado (pt) de Lírio Ferreira et Paulo Caldas (pt)
- Scars de James Herbert (en)
- Tabutta Rövasata (tr) de Dervis Zaim
- The Sticky Fingers of Time (en) de Hilary Brougher (en)
- Stone, Scissors, Paper de Stephen Whittaker (en)
- Mosafere jonub de Parviz Shahbazi
- 24 heures sur 24 (Twenty Four Seven) de Shane Meadows
- Under the Skin de Carine Adler (en)
- Unmade Beds de Nicholas Barker
- ¿Quién diablos es Juliette? (es) de Carlos Marcovich (es)
- Words of Wisdom de Susanna Fogel

### Planet Africa
- Breeze de Barbara Sanon
- Buud Yam de Gaston Kaboré
- Le Damier : Papa national oyé! (en) de Balufu Bakupa-Kanyinda
- Dancehall Queen (en) de Don Letts et Rick Elgood
- Le Destin de Youssef Chahine
- Fools de Ramadan Suleman (it)
- Hav Plenty de Christopher Scott Cherot (en)
- Miel et Cendres de Nadia Fares Anliker
- Martin Luther King: Days of Hope de John Akomfrah
- Mossane de Safi Faye
- Sabriya (en) de Abderrahmane Sissako
- Taafé Fanga de Adama Drabo
- Through the Door of No Return de Shirikiana Aina
- To Be a Black Man de Nelson George (en)

### Real To Reel
- Best Man: 'Best Boy' and All of Us Twenty Years Later d'Ira Wohl
- Chile, la memoria obstinada (es) de Patricio Guzmán
- HHH : Un portrait de Hou Hsiao-Hsien d'Olivier Assayas
- Didn't Do It for Love de Monika Treut
- Exile in Sarajevo (en) de Tahir Cambis et Alma Sahbaz
- Exil Shanghai d'Ulrike Ottinger
- Yo soy, del Son a la Salsa de Rigoberto López
- Full Tilt Boogie (en) de Sarah Kelly
- Marcello Mastroianni: Mi ricordo, sì, io mi ricordo d'Anna Maria Tatò
- My House Is on Fire d'Ariel Dorfman et Rodrigo Dorfman (en)
- Qu ri ku duo (en) d'Ann Hui et Vincent Chui (en)
- Nian ni ru xi de Stanley Kwan
- Robinson in Space de Patrick Keiller (en)

### Dialogues: Talking With Pictures
- Détour (Detour) d'Edgar George Ulmer, présenté par Errol Morris
- Les Poupées du diable (The Devil-Doll) de Tod Browning, présenté par Guy Maddin
- Dont Look Back de Donn Alan Pennebaker, présenté par Chris Hegedus
- Vérités et Mensonges (F for Fake) d'Orson Welles, présenté par James Toback
- Au feu, les pompiers ! (Hoří, má panenko) de Miloš Forman, présenté par Friðrik Þór Friðriksson
- Les Girls de George Cukor, présenté par Jaime Humberto Hermosillo
- Vol au-dessus d'un nid de coucou (One Flew Over the Cuckoo's Nest) de Miloš Forman, présenté par Chow Yun-fat
- Les Camarades (I Compagni) de Mario Monicelli, présenté par John Sayles
- Une question de vie ou de mort (A Matter of Life and Death) de Michael Powell et Emeric Pressburger, présenté par Sally Potter

### Balkan Cinema: Home Truths
- Across the Lake d'Antonio Mitrikeski
- L'Âge ingrat (en) (Magarece godine) de Nenad Dizdarević (en)
- Belated Full Moon d'Eduard Zahariev (bg)
- Zemaljski dani teku de Goran Paskaljević
- Kraj rata (sr) de Dragan Kresoja
- Un été inoubliable (O vară de neuitat) de Lucian Pintilie
- Feliks (en) de Božo Šprajc
- La Corne de chèvre (Koziyat rog) de Metodi Andonov
- Comment la guerre a commencé sur mon île de Vinko Brešan
- Le Cercle parfait (Savršeni krug) d'Ademir Kenović
- La Couronne de Petria (Petrijin venac) de Srđan Karanović
- Joli Village, Jolie Flamme (Lepa sela lepo gore) de Srđan Dragojević
- Thalassa, Thalassa de Bogdan Dreyer (ro)
- Müde Weggefährten de Zoran Solomun
- Tito et Moi (Tito i ja) de Goran Marković
- Underground (Podzemlje) d'Emir Kusturica
- Vukovar, poste restante (Vukovar, jedna priča) de Boro Drašković
- Qui chante là-bas ? (Ko to tamo peva) de Slobodan Šijan
- Wilhelm Reich : Les Mystères de l'organisme (WR: Misterije organizma) de Dušan Makavejev

### Directors' Spotlight: Benoît Jacquot
- L'Assassin musicien de Benoît Jacquot
- Corps et Biens de Benoît Jacquot
- La Désenchantée de Benoît Jacquot
- La Fille seule de Benoît Jacquot
- Marianne de Benoît Jacquot
- Le Septième Ciel de Benoît Jacquot

### Midnight Madness
- Histoire de fantômes chinois: The Tsui Hark Animation (小倩) d'Andrew Chen
- Fudoh: The New Generation (Gokudô sengokushi: Fudô) de Takashi Miike
- L'Impitoyable Lune de miel ! (I Married a Strange Person!) de Bill Plympton
- Love God de Frank Grow
- Office Killer (en) de Cindy Sherman
- Capitaine Orgazmo (Orgazmo) de Trey Parker
- Sick: The Life & Death of Bob Flanagan, Supermasochist de Kirby Dick
- The Ugly de Scott Reynolds